# Salix raupii
Salix raupii är en videväxtart som beskrevs av George William Argus. Salix raupii ingår i släktet viden, och familjen videväxter. Inga underarter finns listade i Catalogue of Life.